# 인간요인오류
인간요인오류(Human Error) 혹은 인간신뢰성(Human reliability)은 인간이 불완전한 존재이기 때문에 생기는 다양한 심리적, 육체적, 생리적, 환경적요인이 복합되어 생기는 오류이다. 인간이 불완전한 존재이기는 하지만 일반적으로 자신이 결함이 원인이라는 것을 부정하는 경향이 있으며 오류를 없애려 노력한다. 인간공학에서는 이러한 오류에 대해 거부감을 가지기 보다는 이를 인정하고 원인을 연구하며 줄이기 위한 노력의 방법을 연구한다. 이러한 연구는 고도의 정밀도와 완성도를 요구하는 항공,우주산업에서 선구적으로 연구되고 발달되었다.